# 바이오레탈 레코드
바이오레탈 레코드(Violator)는 미국의 힙합레이블이다.이 회사는 본 앨범보다,컴필레이션 앨범 제작에 더 기여를 하고있으며,사장은 'Chris Lighty'이다. 이사장은 또한 퍼프 대디의 새 매니저이다.

## 소속맴버
- 50 Cent
- 버스타 라임즈
- 퍼프 대디
- 스위즈 비츠
- LL Cool J
- N.O.R.E
- 토니 야요
- 트위스타
- 사이공
- 고릴라 조
- 큐팁
- Charles Hamilton
- D-Nice
- The Dey
- Macy Gray
- Missy Elliott
- Papoose
- Red Alert
- Relentless Aaron
- Three 6 Mafia
- Uncle Murda
- Winky Wright

### 전 멤버
- Olivia
- 빅펀 (사망)
- 팻 조
- 자 룰
- 워렌지
- Foxy Brown
- Teairra Mari